# Feuerfest!

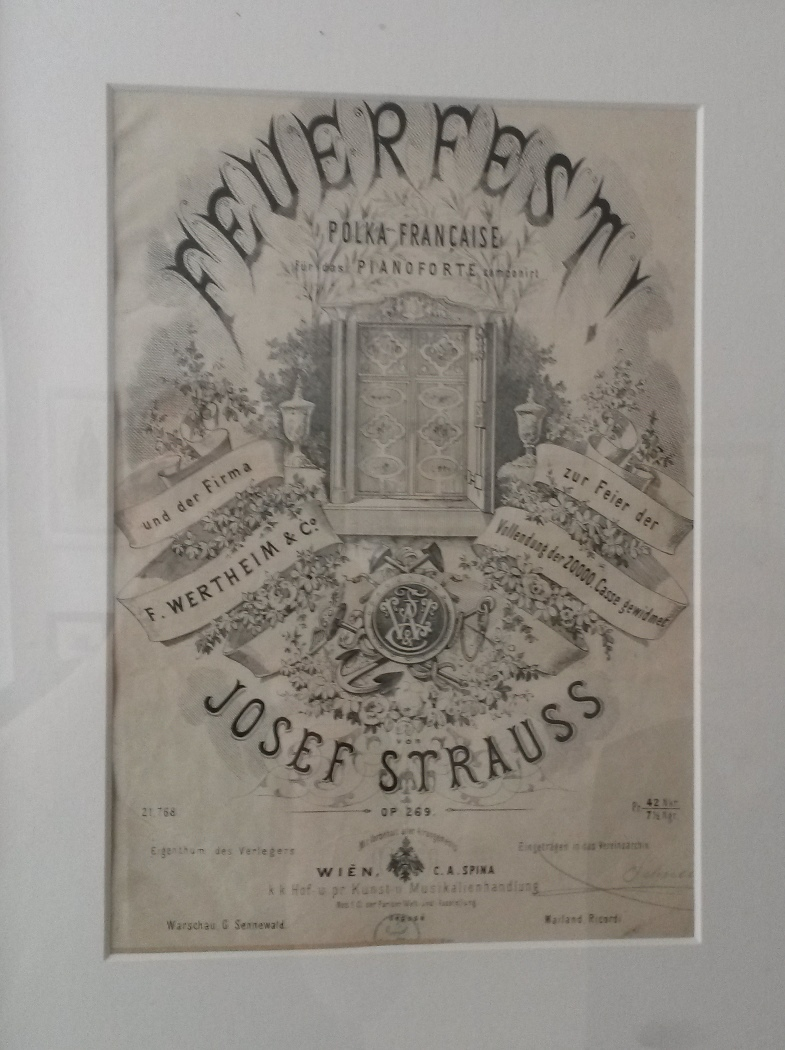
Klavierpartitur

Feuerfest!, op. 269, ist eine im Jahre 1869 von dem Österreicher Josef Strauss komponierte Polka-française. Musikalisch sticht „Feuerfest!“ durch die Verwendung eines Ambosses in der Instrumentation heraus.

## Geschichte
Die Polka „Feuerfest!“ wurde von Josef Strauss als Auftragswerk der Firma Wertheim komponiert. Die Firma von Franz von Wertheim stellte Tresore her, die als feuerfest vermarktet wurden, und Wertheim war dafür bekannt, dass er diese Behauptung unter Beweis stellte, indem er seine Tresore in großen Feuern aufstellte. „Feuerfest!“ wurde 1869 von der Firma in Auftrag gegeben, um den 20.000. Tresor des Unternehmens zu feiern. Die Instrumentation enthält einen Amboss, und an verschiedenen Stellen weist die Partitur den Schlagzeuger, der meist als Schmied auftritt, an, mit einem Hammer auf den Amboss zu schlagen, was an die Herstellung und Festigkeit der Tresore erinnern soll.

## Musik
Incipit eines Klavierauszugs.

## Text
Die meisten Aufführungen der „Feuerfest!“ Polka finden ohne Chor statt, aber sie wurde mit dem folgenden Text von Rudolf Effenberger schon mehrmals von den Wiener Sängerknaben aufgeführt.
Sagt der Amboss zu dem schweren Hammer:

„Warum trifft mich denn dein Schlag so hart?

Lieber Hammer, schau, beacht', bedenke,

wir sind beide doch von gleicher Art.“

Dieses alte Sprichwort las ich einmal,

und es kommt mir klug und weise vor,

aufgeschrieben, schön und fein verzieret

über einer Schmiede Tor.

Und der Hammer sprach: „Wir beide sind ja

von Eisen und von Stahl.

Klopf' ich fest auf deinen Rücken, dann

gibt es frohen Widerhall.“

Leuchtend rot und heiss erstrahlt es im Feuer,

Blasebalg bläst ein.

Und der Hammer, der schlägt drauf!

Und der Amboss, der schreit auf!

Schlag drauf mit aller Kraft,

schlag mit dem Hammer drein!

Das Eisen muss behauen sein.

So schlägt der Hammer auf den Amboss,

auf das heisse und das harte Eisen.

Schlägt und klopft, dass die Funken fliegen,

doch das heisse Eisenstück ist feuerfest!

Am Werktag ist ein jeder Schmiedgesell

verrusst, teufelschwarz hinein bis in das Fell.

Die Hände, Haare, auch das Gesicht

sieht man voller Russ, voller Staub fast nicht.

Am Sonntag ist er sauber und rein,

geputzt wie die grossen Herren fein.

Im neuen Rock, die Schuhe frisch gelackt,

so tanzt mit dem Mädel er im Polkatakt.

Wie froh ist der Hammerschmiedgeselle

wenn er den Hammer schwingt.

Leuchten seine Augen helle,

wenn hell das Eisen klingt.

Mit Schwung wendet er das Eisen schnelle,

damit es gut gelingt!

Hat er es fertig dann

kommt schon ein neues dran,

lustig fängt er wieder dann zu hämmern an.

Coda:

Feuerfest! Klang! Klang! Klang!

## Wiener Neujahrskonzert
„Feuerfest!“ wurde bei diesen Wiener Neujahrskonzerten gespielt:
- 1951 – Clemens Krauss
- 1962 – Willi Boskovsky
- 1968 – Willi Boskovsky
- 1971 – Willi Boskovsky
- 1982 – Lorin Maazel（mit den Wiener Sängerknaben）
- 1992 – Carlos Kleiber
- 1994 – Lorin Maazel
- 2012 – Mariss Jansons（mit den Wiener Sängerknaben）